# Kraina miodu
Kraina miodu (ang. Honeyland, maced. Медена земја) – północnomacedoński film dokumentalny z 2019 roku w reżyserii Tamary Kotevskiej i Ljubomira Stefanova.

## Opis fabuły
Bohaterką filmu jest 50-letnia Hatidże Muratova, która mieszka wraz z matką w małej wiosce Bekirlija w Macedonii. Zajmuje się tradycyjną hodowlą pszczół i sprzedaje ich miód w mieście oddalonym od jej domu o cztery godziny drogi. Rytm życia Hatidże zakłóca pojawienie się w jej sąsiedztwie wielodzietnej rodziny, którzy zagraża prowadzonej przez nią hodowli.

## Nagrody i wyróżnienia
- 2019: Międzynarodowy Festiwal Filmowy w Atenach - nagroda Złotej Ateny dla najlepszego filmu dokumentalnego
- 2019: Międzynarodowy Festiwal Filmowy w Berkshire - nagroda jury
- 2019: Festiwal Filmowy DocAviv w Tel-Awiwie - nagroda dla najlepszego filmu zagranicznego
- 2019: Festiwal Filmowy w São Paulo - nagroda krytyków
- 2019: Nagrody Bostońskiego Stowarzyszenia Krytyków Filmowych - najlepszy film dokumentalny
- 2019: Critics' Choice Documentary Award - najlepszy film dokumentalny

W 2019 film został zgłoszony do nagrody Amerykańskiej Akademii Filmowej w kategorii najlepszego filmu nieanglojęzycznego. 13 stycznia 2020 roku film został dwukrotnie nominowany do Oscara: za najlepszy film nieanglojęzyczny i za pełnometrażowy film dokumentalny